# Мікеле Марієскі
Мікеле Марієскі  (італ. Michele Marieschi;  1 грудня 1710 —  18 січня 1743) — венеційський художник XVIII століття. Малював ведути — краєвиди міст, як реальні так і фантастичні. До кінця 2000-х рік його народження позначався як 1696, що виявилося помилкою.
Він не належав до найбільш уславлених художників-пейзажистів Венеції, як Бернардо Белотто чи Франческо Гварді, чию славу могутньо підтримували творча продуктивність та відповідність смакам закордонних меценатів. Аби втримати мінливий успіх, Бернардо Белотто переїздить з однієї країни до іншої і навіть помер не на батьківщині.
В якійсь мірі це характерно і для Мікеле Марієскі, вважають, що частину життя він провів у Німеччині. Про це свідчать акти виплати грошей художнику за створені картини німецьким меценатом. Сам Мікелє Марієскі походив з родини гравера, де, ймовірно, і отримав перші художні навички. Добре знався на перспективі, використовувався як театральний декоратор.
На ранньому етапі творчості малював фантастичні краєвиди міст на основі замальовок реальної архітектури. Пізніше залюбки малював реальні краєвиди Венеції. У період між 1735 і 1741 роками віднайдені записи про його реєстрацію у гільдії художників Венеції. Збережені свідоцтва про його весілля, де одним з свідків був художник з Венеції — Гаспаро Діціані. Відомо, що він багато часу присвятив гравюрі, використовуючи техніку офорт.

## Галерея

«Каприччо з готичною будівлею і обеліском», бл. 1741, Галерея Академії, Венеція
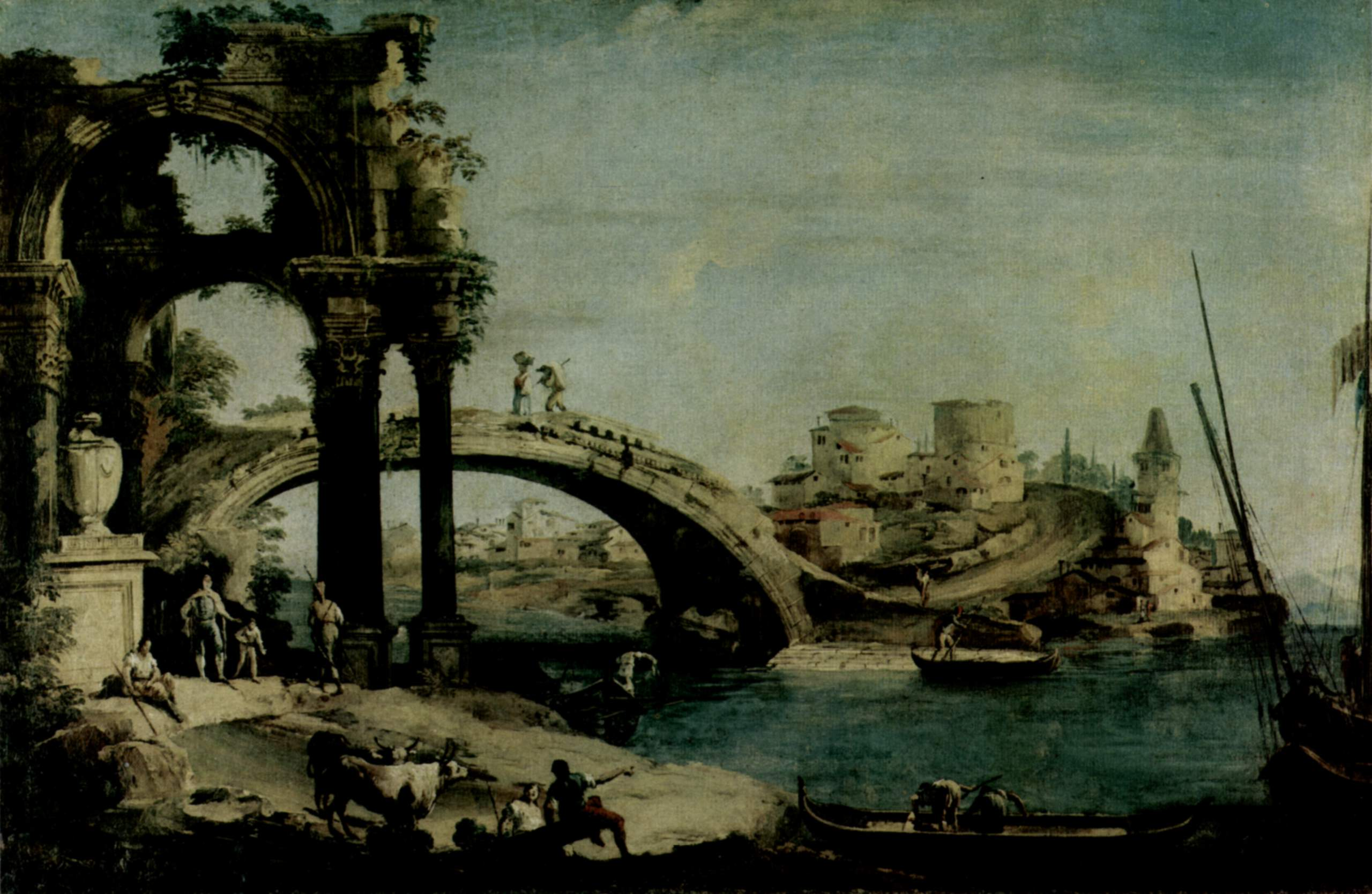
«Фантастична ведута з мостом», Галерея Академії, Венеція
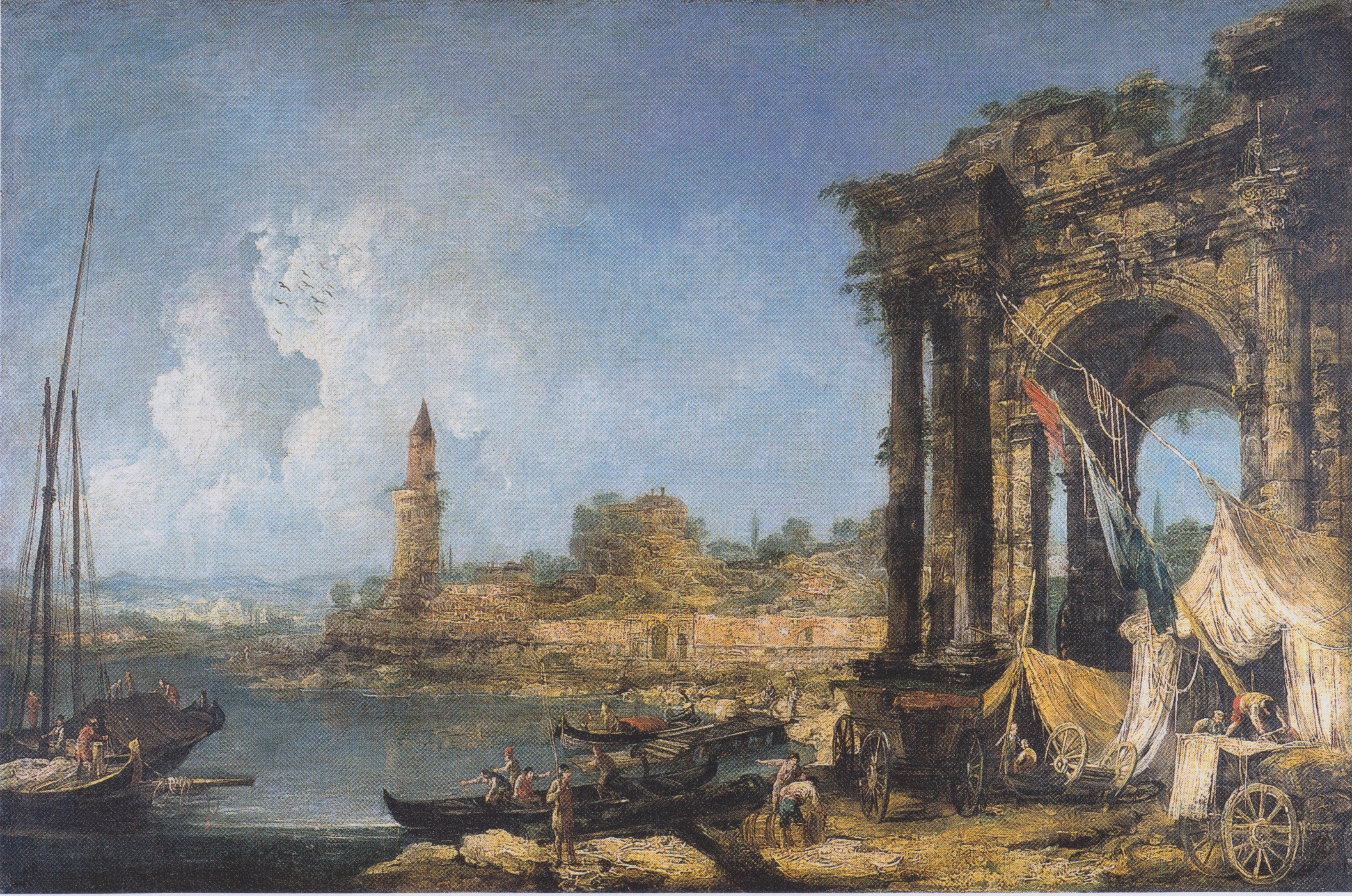
«Італійський пейзаж з портом», Лейпциг
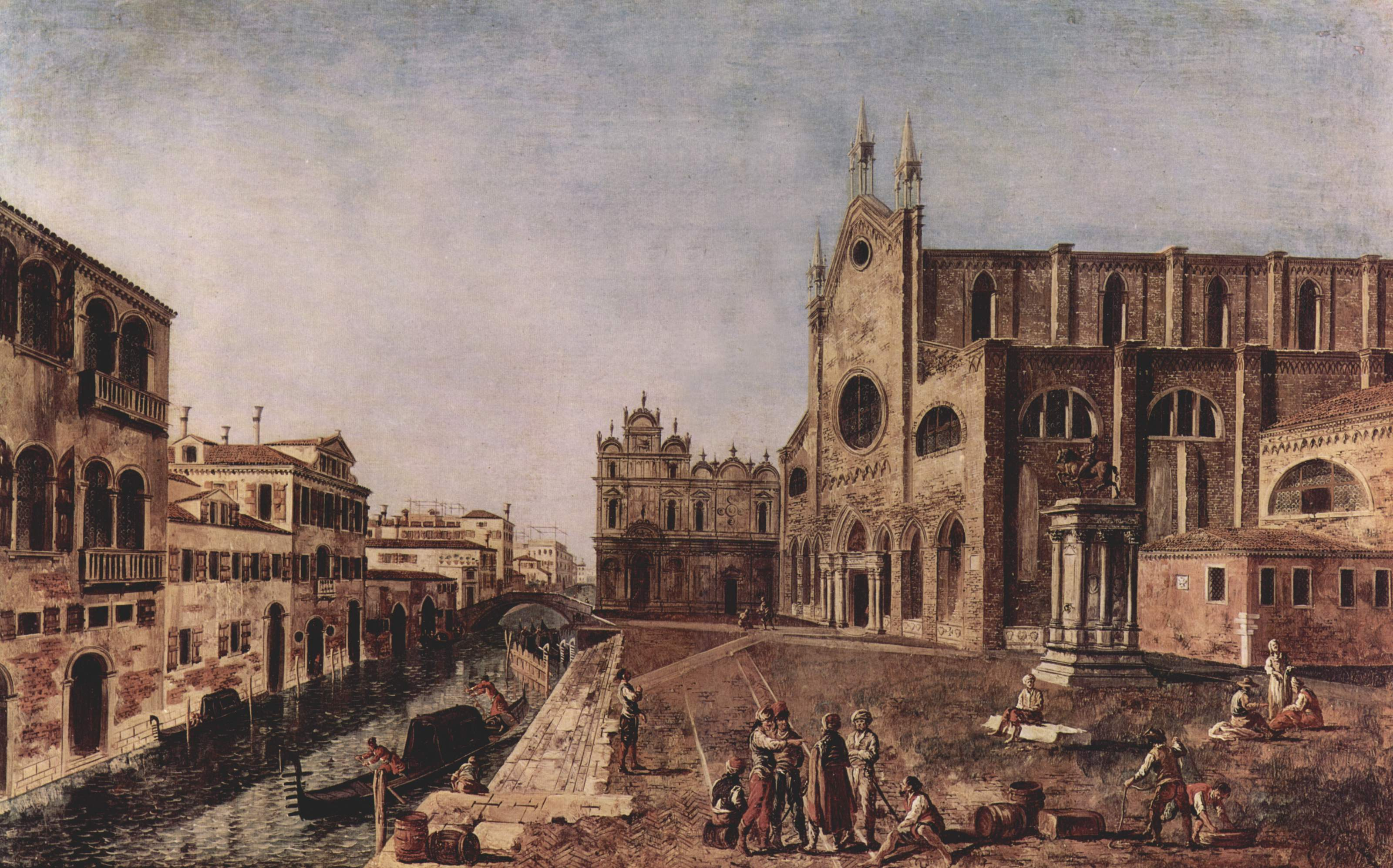
«Площа Санті Джованні е Паоло у Венеції», Музей Каподімонте, Неаполь